# OOups
OOups! fut l'un des tout premiers sites web gays français qui ne soit pas une page personnelle. Il a été créé en novembre 1996 par un petit groupe de gays parisiens.

## Historique
De novembre 1996 à mai 2000, OOups.com a proposé gratuitement aux internautes gays, lesbiennes, bisexuels, des articles,, des actualités mais aussi des services (forums, chat, des petites annonces, courrier électronique). Très populaire à l'époque de son rachat, il est devenu la version francophone de Gay.com à partir de mai 2000,.
OOups! Communication Ltd, qui gérait le site, a été racheté au printemps 2000 par la société américaine Online Partners, qui éditait le site Gay.com . Le site OOups.com est devenu la version francophone de Gay.com à partir de mai 2000,,.
Le site Gay.com ferme en 2003,.
En 2009 à l'occasion de la gaypride, quelques anciens membres cofondateurs du projet ont décidé de remettre en ligne les articles sous la forme d'un blog revêtant une charte graphique proche de l'originale.[réf. nécessaire] Les archives de OOups! ont été remises en ligne petit à petit sur le site OOups.fr jusqu'à sa fermeture en 2013.

## Origine du nom
« OOups! » est une référence au film Torch Song Trilogy : 

« OOups! , c'est quand on tombe dans une cage d'ascenseur !

OOups! , c'est quand tu nages à poil au milieu des pyranhas !

OOups! , c'est quand, par distraction, tu te laves le cul avec de l'Eau de Javel ! »

— Extrait du film Torch Song Trilogy.